# 衡山路-复兴路历史文化风貌区
衡山路—复兴路历史文化风貌区，简称「衡复风貌区」，面积7.75平方公里，是中国上海市立法保护的历史文化风貌区之一，也是中心城区12个历史文化风貌区中规模最大的一个，风貌区分属徐汇、黄浦（原卢湾部分）、静安和长宁四区，主体在徐汇区辖区内，面积约4.3平方公里。
衡复风貌区内共有上海市优秀历史建筑231处（1074幢）、保留历史建筑1620幢、一般历史建筑2259幢，文物保护单位251处。上海市划定的64条永不拓宽的道路中，有31条一类风貌保护道路位于该风貌区内。

## 历史及特色
该历史文化风貌区的建筑以花园住宅最为特色，是上海花园住宅分布最集中的区域之一，风貌特色保存最完整的区域。除此之外还有相当数量的老公寓、新式里弄、优秀公共建筑和革命史迹。大部分建筑的建造年代大体上介于1919年（第一次世界大战结束后）到1941年（太平洋战争爆发）之间。
2005年10月27日，上海市人民政府批准市规划局会同徐汇、卢湾、静安、长宁4区共同编制的《衡山路—复兴路历史文化风貌区保护规划》，风景区内的所有道路均为景观道路。

## 保护范围
其范围大致相当于昔日上海法租界1914年的扩展部分（所谓法新租界）。占地面积共775公顷，占12个历史文化风貌区（27平方千米）的29％，拥有近2000幢历史建筑，约占全市历史建筑的40%。涉及徐汇、卢湾、静安、长宁四个区，其中仅属于徐汇区的4.3平方公里范围内，有历史花园洋房建筑1336幢，建筑面积65.7万平方米，约占上海市1949年前建造的花园住宅总面积的46%，历史保护建筑82处，占徐汇区总量的90%。
- 东界：重庆中路-重庆南路-太仓路-黄陂南路—合肥路-重庆南路；
- 南界：建国中路-建国西路-嘉善路-肇嘉浜路；
- 西界：天平路-广元路-华山路-江苏路；
- 北界：昭化东路-镇宁路-延安西路-延安中路-陕西南路-长乐路。

## 经典建筑
- 首长公寓
- 建安公寓(上官云珠曾居于建国西路641号29室)
- 卫乐精舍
- 自由公寓
- 枕流公寓

### 区内上海市第一批优秀历史建筑
| - 华懋公寓（长乐路109号） 锦江饭店北楼 - 峻岭寄庐（茂名南路65－125号） 锦江饭店中、西楼 - 宏恩医院（延安西路17号） 华东医院 - 国际礼拜堂（衡山路53号） - 汾阳路45号住宅 - 马勒住宅（陕西南路30号） | - 盛宣怀公馆（淮海中路1517号） - 汾阳路79号住宅 - 步高里（陕西南路287号） - 新康花园（淮海中路1273号） - 修道院公寓（复兴西路62号） - 泰安路115弄花园里弄住宅 |